# 一句話大賽
一句話大賽，是由翻白眼吧!溫蒂妮小姐。舉辦的恐怖故事大賽，引發的網路現象。是舉辦在Facebook上的一種網路活動類型，由活動發起人決定主題，例如「一句話○○○大賽」，參與者要用一句話來回應主題。大部分參與者的留言內容，會引用朋友、情人、客戶、同事或上司等等的犀利話語，以達到訴苦、自嘲和反諷那些口出惡言的人為目的；也有留言內容是捏造的，以達到幽默惡搞為目的；或是分享工作經歷等等，形成了臺灣Facebook使用者之間的網路爆紅現象，進而衍生出「○○○鬼話大賽」和「○○○經典語錄大賽」。

## 發展
已知最初的一場活動是2015年1月的「如何用一句話惹惱臺灣各個縣市的人」；2015年8月12日，臺灣網路插畫家溫蒂妮小姐為了因應民間習俗開鬼門，而發起了「一句話恐怖故事大賽」，2015年8月13日，共累計5.2萬網友參加該活動。2015年8月23日，臺灣網路紅人蔡阿嘎，拍攝了以「一句話惹毛女友」為主題的短片，響應一句話大賽活動。